# Josip Jurčič
Josip Jurčič, slovenski pisatelj in časnikar, * 4. marec 1844, Muljava, Slovenija, † 3. maj 1881, Ljubljana.

## Življenje
Josip Jurčič se je rodil 4. marca 1844 na Muljavi kot sin revnih    kmečkih staršev očetu Marku, ki je bil po poklicu kočijaž in materi Mariji (roj. Jankovič). V otroštvu je  poslušal zgodbe svojega deda Jožeta Jankoviča, ki ga je navdušil za literaturo. Po končani osnovni šoli v Višnji Gori je obiskoval gimnazijo v Ljubljani, kjer se je seznanjal z domačo in tujo literaturo. Pri sedemnajstih letih je objavil svojo prvo  pripovedko Pripovedka o beli kači, 1861. Po končani gimnaziji je odšel na Dunaj, kjer je študiral slavistiko in klasično filologijo.  Študija zaradi pomanjkanja denarja ni dokončal. Leta 1868 je z Josipom Stritarjem in Franom Levstikom izdal zbornik Mladika ter v njem objavil povest Sosedov sin. 9. avgusta 1868 je sodeloval na prvem taboru v Ljutomeru. Istega leta je dobil službo pomočnika glavnega urednika pri časniku Slovenski narod v Mariboru, štiri leta kasneje pa je postal njegov glavni urednik in se preselil v Ljubljano. Tu je postal ob Franu Levstiku osrednja oseba v slovenskem političnem in kulturnem življenju. Po dveh letih zdravljenja jetike je umrl v Ljubljani. 
V njegov spomin so poimenovali Jurčičev trg v Ljubljani ter ulico v Novem mestu. Prav tako se po njem imenuje Jurčičeva pot, ki poteka v dveh odsekih od Višnje Gore do reke Krke. Hiša je obnovljena in je ena od spomenikov kmečkega stavbarstva na Slovenskem. Kulturno društvo Josip Jurčič poleg te domačije tradicionalno uprizarja Jurčičeva dela na prostem.

## Delo
Josip Jurčič je pričel ustvarjati v dijaških letih, ko si je zapisoval slišane zgodbe in drugo ljudsko gradivo. Kot rezultat zbiranja le-tega je izšla Pripovedka o beli kači (1861). Na njegovo ustvarjanje so vplivale pravljice, anekdote in pripovedke ljudskega izročila, ki mu jih je pripovedoval njegov ded. Pripovedi je zbral in izdal v zbirki Spomini na deda (1863) in v kratki povesti Prazna vera (1863).
Leta 1864 je Mohorjeva družba izdala in s stotimi goldinarji nagradila zgodovinsko povest Jurij Kozjak, slovenski janičar in črtico Jesenska noč med slovenskimi polharji. V literarni reviji Slovenski glasnik pa sta bili izdani  povesti Domen (1864) in  Jurij Kobila (1865).
V gimnazijskih letih je najraje prebiral angleškega romanopisca Walterja Scotta. Na njegovo ustvarjanje pa so prav tako vplivala dela Frana Levstika, predvsem delo Popotovanje iz Litije do Čateža (1858), Napake slovenskega pisanja (1858)  in Martin Krpan z Vrha (1858).  Tako je postal Jurčič najpomembnejši uresničevalec Levstikovega literarnega programa.
Leta 1869 je poskušal v Mariboru ustanoviti nov časnik Glasnik, list za zabavo, književnost in pouk, vendar je časnik doživel le eno izdajo. Leta 1880 je Josip Stritar napovedal prenehanje izdajanja Zvona, zato je Josip Jurčič skupaj z Jankom Kersnikom, Franom Levcem in Ivanom Tavčarjem ustanovil nov leposlovni list v Ljubljani, z naslovom Ljubljanski zvon. Prva številka je izšla leta 1881. Jurčič je za časnik napisal Rokovnjače (1881), vendar je zaradi bolezni dodelal le enajst poglavij, ostala poglavja pa je po Jurčičevemu načrtu spisal Janko Kersnik. Hkrati je za Ljubljanski zvon pisal zgodovinsko tragedijo Veronika Deseniška (1886), le-to je dokončal,  popraviti pa mu je zaradi bolezni ni uspelo.
Josip Jurčič je bil eden izmed prvih slovenskih pripovednikov in realističnih pisateljev. V slovensko literaturo je uvedel nove pripovedne oblike: črtice (Jesenska noč med slovenskimi polharji, 1864), pripovedke (Spomin na deda, 1863), povesti (Domen, 1864) in romane.
Jurčičev Deseti brat (1866) velja za prvi slovenski roman, dramsko delo Tugomer (1876) pa za prvo slovensko tragedijo. V svojih delih je kot najpogostejšo pripovedno obliko uporabljal dialog. Tematika njegovih del so nevsakdanji dogodki in ljudski posebneži. V svoja dela je vpletal kmečke značaje in slovensko narodno vprašanje.

### Mladinska književnost
Josip Jurčič ni znan po tipičnih mladinskih delih, saj njegova snov zajema predvsem življenje in prigode starejših kmečkih ljudi, tematike turških vpadov na Slovensko, vojaških beguncev, ljubljanske mestne zgodovine, kmečkih uporov, francoske okupacije in pokristjanjevanja. Zaradi zanimivega dogajanja in predvsem smešne vsebine in ravnanj glavnih književnih oseb, pa sodita v mladinsko književnost humoreski Vrban Smukova ženitev (1865) in Kozlovska sodba v Višnji Gori (1867). Med mladinsko književnost se uvršča tudi povest Jurij Kozjak (1864).
Jurčičevo najbolj prevajano delo je Jurij Kozjak, ki je bil preveden v približno 50 svetovnih jezikov (število ni povsem točno zaradi delnih prevodov). Tudi Kozlovska sodba v Višnji Gori je bila prevedena v trinajst evropskih jezikov, v pripravi pa so še novi prevodi.

### Prozna dela

#### Črtica
- Jesenska noč med slovenskimi polharji (1864) (COBISS)

#### Novele
- Božidar Tirtelj (1867) (COBISS)
- Lipe (1870) (COBISS)
- Moč in pravica (1870) (COBISS)
- Pipa tobaka (1870) (COBISS)
- Telečja pečenka (1872) (COBISS)

#### Povesti
- Prazna vera (1863) (COBISS)
- Domen (1864) (COBISS)
- Jurij Kozjak, slovenski janičar (1864) (COBISS)
- Dva prijatelja (1865) (COBISS)
- Jurij Kobila (1865) (COBISS)
- Smukova ženitev (1865) (COBISS)
- Tihotapec (1865) (COBISS)
- Uboštvo in bogastvo (1865) (COBISS)
- Vrban (1865) (COBISS)
- Golida (1866) (COBISS)
- Grad Rojinje (1866) (COBISS)
- Hči mestnega sodnika (1866) (COBISS)
- Kloštrski Žolnir (1866) (COBISS)
- Dva brata (1867) (COBISS)
- Nemški valpet (1867) (COBISS)
- Črta iz življenja političnega agitatorja (1868) (COBISS)
- Sosedov sin (1868) (COBISS)
- Doktor Karbonarius (1868) (COBISS)
- Hišica na Strmini (1869) (COBISS)
- Sin kmečkega cesarja (1869) (COBISS)
- Županovanje v Globokem dolu (1870) (COBISS)
- V Vojni krajini (1872) (COBISS)
- Na kolpskem ustju (1874) (COBISS)
- Bojim se te (1876) (COBISS)
- Šest parov klobas (1878) (COBISS)
- Kako je Kotarjev Peter pokoro delal, ker je krompir kradel (1879) (COBISS)
- Po tobaku smrdiš (1879) (COBISS)
- Pravda med bratoma (1879) (COBISS)
- Ženitev iz nevoščljivosti (1879) (COBISS)
- Ponarejeni bankovci (1880) (COBISS)

#### Pripovedke
- Pripovedka o beli kači (1861) (COBISS)
- Spomini na deda (1863) (COBISS)
- Bela ruta, bel denar (1874) (COBISS)

#### Romani
- Deseti brat (1866) (COBISS)
- Ivan Erazem Tatenbah (1873) (COBISS)
- Doktor Zober (1876) (COBISS)
- Med dvema stoloma (1876) (COBISS)
- Cvet in sad (1877) (COBISS)
- Lepa Vida (1877) (COBISS)
- Rokovnjači (1881) (COBISS)
- Slovenski svetec in učitelj (1886) (COBISS)

#### Humoreska
- Kozlovska sodba v Višnji Gori (1867) (COBISS)
- Urban Smukova ženitev (1865)

#### Dramska dela
- Tugomer (1876) (COBISS)
- Veronika Deseniška (1886) (COBISS)

#### Zbrano delo
- Zbrana dela Josipa Jurčiča